# Maribor Generals
Športno društvo Maribor Generals združuje igralce in navdušence ameriškega nogometa v Mariboru in okolici in je kot takšno eno prvih v Sloveniji.

## O klubu
Začetki kluba segajo v marec leta 2008, ko se je nekaj navdušencev ameriškega nogometa v Mariboru zbralo na ustanovnem sestanku in kasneje na prvih treningih. Kot društvo je bilo pod nazivom Športno društvo Maribor Generals uradno registrirano 21. maja 2008 v Mariboru.

## Rezultati 2009/10
Prvo sezono igranja je klub zaključil kot tretji v prvem slovenskem državnem prvenstvu po zmagi v končnici nad Gold Diggers, za Ljubljana Silverhawks in Alp Devils.

## Rezultati 2011/12
Drugo sezono so Generalsi pričeli z zmago nad Zagreb Raiders. Edin poraz, ki so ga doživeli je bila tekma z ljubljanskimi Silverhawksi. Kljub porazu so se uspeli uvrstiti v Slo Bowl III, kjer so kljub dobre igre in zbranosti na igrišču klonili z 23:10 pod Ljubljančani.

## Rezultati 2012/13
Generalsi so se pridružili novo nastali ligi AAFL - Alpe Adria Footbal League. Kljub odličnemu začetku sezone so svoj prvi poraz doživeli ob koncu rednega dela proti Alp Devilsom, in na koncu zaradi ne zbranosti na Slo Bowlu IV izgubili proti Ljubljanskim Silverhawksom. Kljub zadnjima porazoma, pa je ekipa osvojila pokal AAFL.

### Redni del
| tekma | datum            | nasprotnik              | izid      | izid   | kraj                       |
| tekma | datum            | nasprotnik              | rezultat  | record | kraj                       |
| ----- | ---------------- | ----------------------- | --------- | ------ | -------------------------- |
| 1     | 18. oktober 2009 | @ Alp Devils            | L 13 - 25 | 0 - 1  | Kranj                      |
| 2     | 25. oktober 2009 | Gold Diggers            | W 40 - 27 | 1 - 1  | Maribor                    |
| 3     | 7. november 2009 | @ Ljubljana Silverhawks | L 7 - 59  | 1 - 2  | Ljubljana                  |
| 4     | 16. maj 2010     | Alp Devils              | W 35 - 27 | 2 - 2  | Maribor                    |
| 5     | 30. maj 2010     | Ljubljana Silverhawks   | L 13 - 64 | 2 - 3  | Maribor                    |
| 6     | 6. junij 2010    | @ Gold Diggers          | W 35 - 0  | 3 - 3  | odpoved tekme              |
| 7     | 3. april 2011    | Zagreb Thunder          | L 22 - 23 |        | Maribor                    |
| 8     | 23. april 2011   | Ljubljana Silverhawks   | L 32 - 33 |        | Maribor                    |
| 9     | 7. maj 201       | Alp Devils              | W 49 - 19 |        | Maribor                    |
| 10    | 29. maj 2011     | Zagreb Thunder          | L 56 - 35 |        | Zagreb                     |
| 11    | 11. junij 2011   | Alp Devils              | W 0 - 35  |        | Oval - Gunclje - Stanežiče |
| 12    | 1. april 2012    | Zagreb Raiders          | W 39 - 14 |        | Maribor                    |
| 13    | 28. april 2012   | Zagreb Thunder          | W 35 - 18 |        | Maribor                    |
| 14    | 13. maj 2012     | Alp Devils              | W 18 - 28 |        | Oval - Gunclje - Stanežiče |
| 15    | 9. junij 2012    | Ljubljana Silverhawks   | L 7 - 14  |        | Maribor                    |
| 16    | 16. junij 2012   | Alp Devils              | W 34 - 14 |        | Maribor                    |
| 17    | 28. april 2012   | Zagreb Thunder          | W 35 - 18 |        | Maribor                    |
| 18    | 14. april 2013   | Alp Devils              | W 35 - 6  |        | Maribor                    |
| 19    | 5. maj 2013      | Osijek Cannons          | W 3 - 64  |        | Osijek                     |
| 20    | 12. maj 2013     | Zagreb Raiders          | W 7 - 46  |        | Zagreb                     |
| 21    | 1. junij 2013    | Alp Devils              | L 21 - 14 |        | Oval - Gunclje - Stanežiče |
| 22    | 8. junij 2013    | Zagreb Thunder          | W 38 -7   |        | Maribor                    |

### Končnica
| datum          | nasprotnik            | rezultat |
| -------------- | --------------------- | -------- |
| 26. junij 2010 | Gold Diggers          | 26 - 12  |
| 25. junij 2011 | Alp Devils            | 35 - 14  |
| 23. junij 2012 | Ljubljana Silverhawks | 23 - 10  |
| 22. junij 2013 | Ljubljana Silverhawks | 0 -45    |
| 29. julij 2013 | Zagreb Raiders        | 12 - 19  |